# Jean-Marie Odin
Jean-Marie Odin, né le 25 février 1800 à Ambierle, au quartier d'Hauteville, et mort le 25 mai 1870 au même endroit, est un évêque français qui fut le premier évêque du Texas et ensuite archevêque de La Nouvelle-Orléans en Louisiane.

## Biographie

### Formation
Jean-Marie Odin naît septième d'une famille pieuse de dix enfants à Hauteville, un quartier d'Ambierle dans le département de la Loire. Ses parents l'envoient à l'âge de neuf ans étudier le latin auprès de son oncle, curé de Noailly, car l'enfant se sent appelé au sacerdoce. Après la mort de son oncle, Jean-Marie Odin poursuit ses humanités à Roanne et à Verrières. Il étudie la philosophie au séminaire de L'Argentière et à Alix et continue ses études au grand séminaire de Lyon, tenu par la Compagnie des prêtres de Saint-Sulpice. C'est alors qu'il répond à l'appel de Mgr Dubourg, évêque de Louisiane, venu recruter pour son diocèse de mission en 1822. Jean-Marie Odin arrive en juillet 1822 en Louisiane. Il est envoyé continuer ses études de théologie à Perryville dans le Missouri au séminaire St. Mary's of the Barrens, et il est admis à la Congrégation de la Mission le 8 novembre 1822. Il est ordonné prêtre le 4 mai 1823 par Mgr Dubourg.

### Prêtre
Jean-Marie Odin est envoyé en mission à New Madrid, et s'occupe en particulier des Amérindiens le long de la rivière Arkansas. Il enseigne aussi et plus tard dirige le séminaire St. Mary's. Il accompagne le premier évêque de Saint-Louis, Mgr Joseph Rosati C.M., au deuxième synode provincial de Baltimore de 1833 en tant que théologien. Il sert ensuite comme curé de la paroisse de Cap-Girardeau où il ouvre une école paroissiale en 1838.
Le 24 octobre 1839, le Saint-Siège érige la république du Texas en tant que préfecture apostolique et Jean-Marie Odin en devient le vice-préfet apostolique, tandis que Mgr John Timon en est le préfet apostolique à partir du 18 juillet 1840. Ils traversent la difficile période de la révolution texane.

### Texas
En 1841, Jean-Marie Odin est nommé premier vicaire apostolique du Texas et évêque titulaire  (in partibus) de Claudiopolis-en-Isaurie (de) par Grégoire XVI, le 16 juillet 1841. Il est sacré le 6 mars 1842 par Mgr Antoine Blanc, à La Nouvelle-Orléans.
La France reconnaît la république du Texas et son chargé d'affaires, Alphonse Dubois de Saligny, négocie avec succès l'attribution de terrains à l'Église à San Antonio. Le Congrès de la république du Texas rouvre au culte un certain nombre d'églises, permet l'ouverture de nouvelles écoles paroissiales et les ursulines sont appelées pour la première fois à les administrer.
Le 21 mai 1847, Mgr Odin est nommé évêque du diocèse de Galveston qui comprend l'ensemble du territoire du Texas. Il s'assure dans son diocèse des services des frères maristes et des oblats de Marie-Immaculée qui fondent en 1854 l'université St. Mary's de Galveston. Il parcourt son immense diocèse pour rendre visite aux communautés catholiques, même les plus éloignées. Il se rend deux fois en France et en Europe pour soulever des fonds et recruter des missionnaires.
Il réussit à réunir 84 prêtres pour son diocèse qui dispose d'une cinquantaine d'églises. Il est appelé en conséquence le « père de l'Église catholique du Texas moderne. »

### La Nouvelle-Orléans
Après la mort de Mgr Blanc en juin 1860, Jean-Marie Odin devient le deuxième archevêque de La Nouvelle-Orléans, le 15 février 1861. Il y arrive juste au début de la guerre de Sécession (1861-1865). Il soutient comme toute la population la cause des confédérés, mais il appelle constamment à la paix et travaille au soulagement des souffrances de la population. Il joue un rôle d'intermédiaire dans les négociations infructueuses souhaitées par Pie IX pour ramener la paix dans la guerre civile. Des hôpitaux de campagne sont tenus ou assistés par beaucoup de religieuses et de laïcs catholiques dans le soin des victimes. Parmi eux, les Filles de la Charité jouent un grand rôle auprès des blessés et des pauvres à La Nouvelle-Orléans, en Alabama, en Floride, dans le Mississippi et en Virginie. Après la guerre, il défend ardemment la cause de la libération des esclaves noirs.
En février 1868, le journal diocésain The Morning Star est lancé. Mgr Odin fait appel à des prêtres et religieuses d'Europe. Par exemple en plus 1868, ce sont quarante séminaristes qui arrivent d'Europe ainsi que cinq ursulines. À la fin de son épiscopat, il a doublé l'effectif de son clergé et le nombre de ses églises.
Il part pour Rome en 1869 assister aux premières sessions du concile Vatican I, mais doit repartir bientôt à cause de sa mauvaise santé, en particulier de névralgies. Il retourne dans son village natal où il meurt à l'âge de soixante-dix ans.

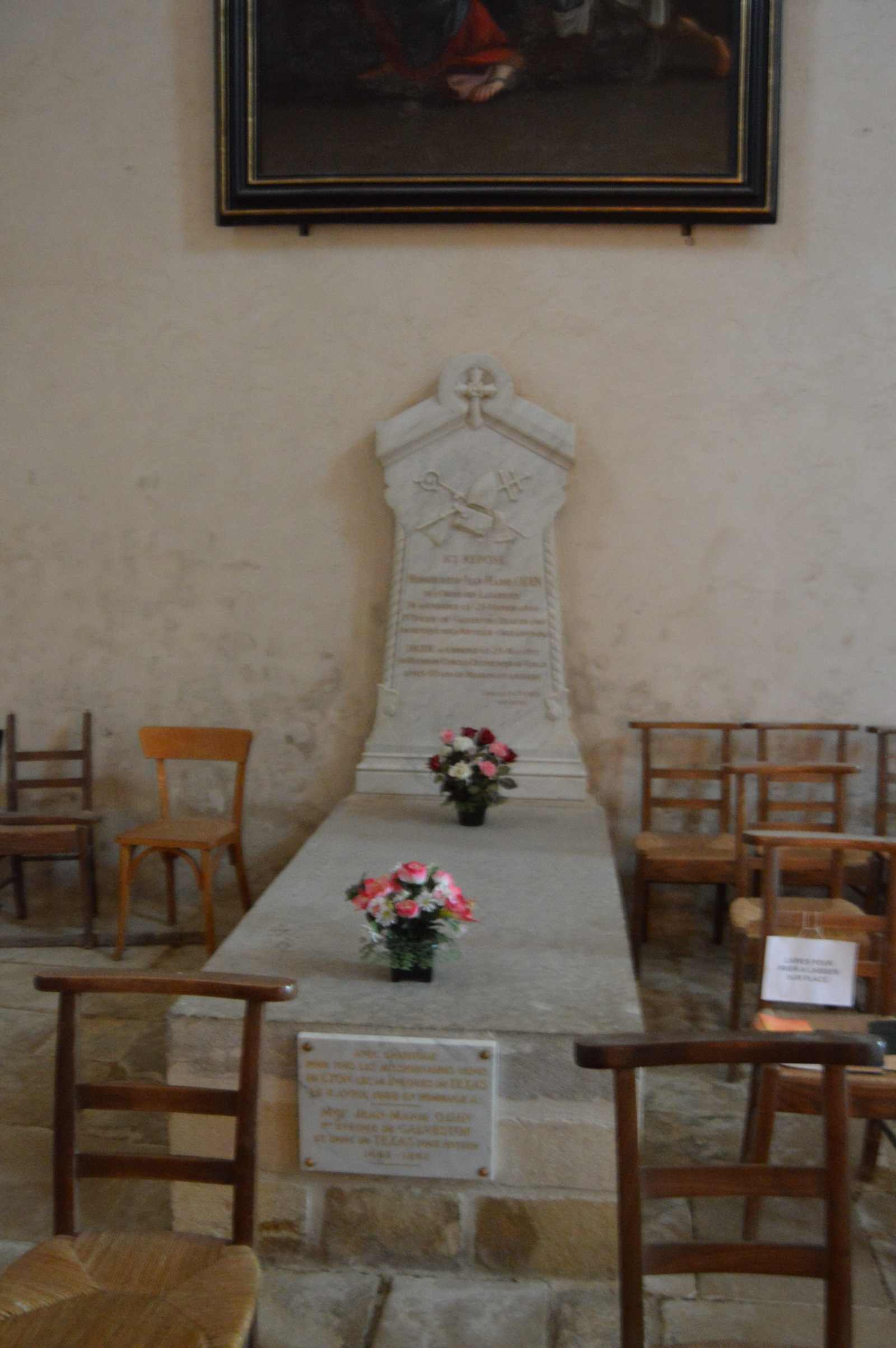
Tombeau de Mgr Odin dans l'église d'Ambierle
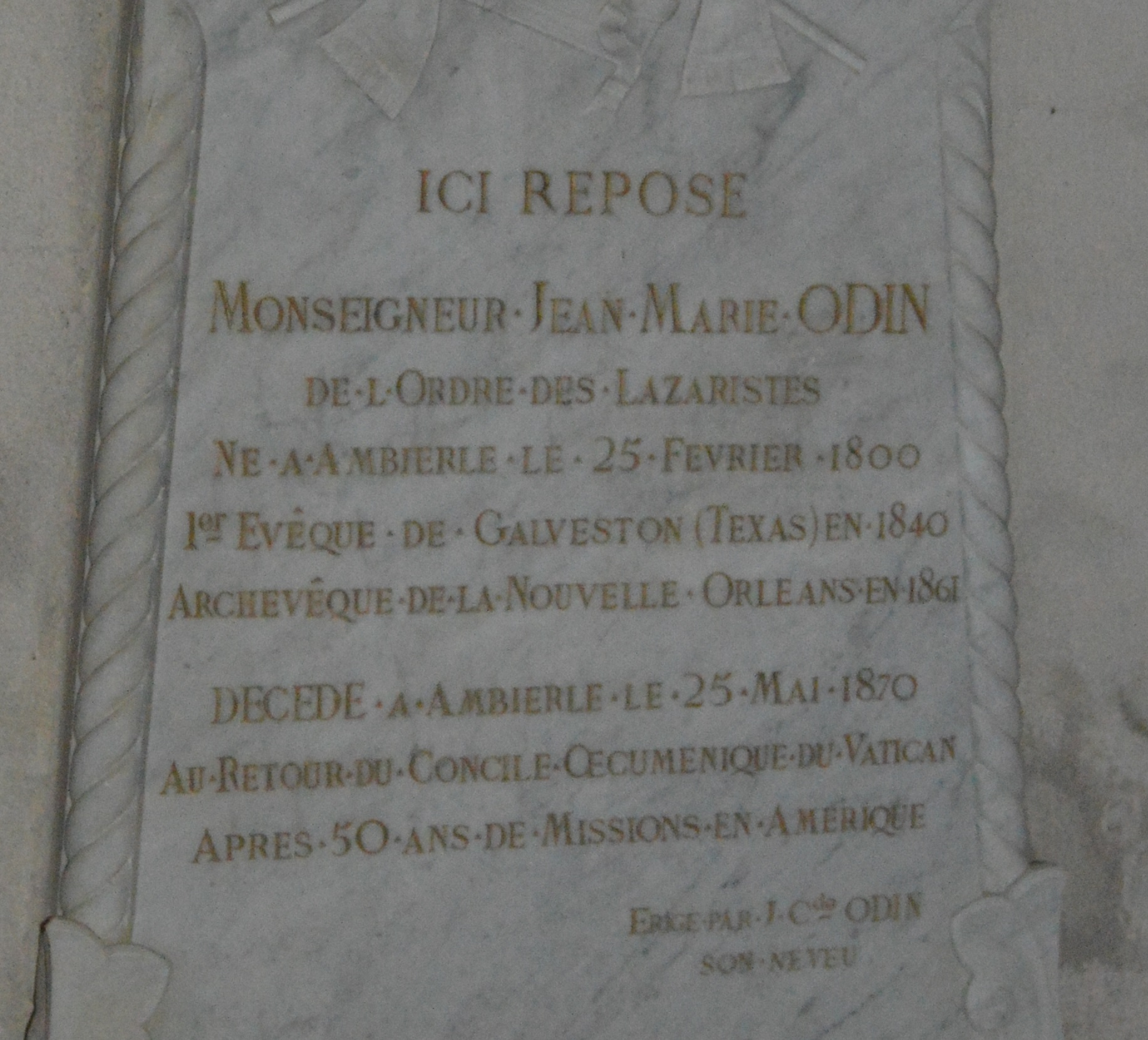
Épitaphe de Mgr Odin